# Ectropothecium macrobolax
Ectropothecium macrobolax är en bladmossart som beskrevs av Kindberg 1888. Ectropothecium macrobolax ingår i släktet Ectropothecium och familjen Hypnaceae. Inga underarter finns listade i Catalogue of Life.